# سیارک ۲۹۴۴
سیارک ۲۹۴۴ (به انگلیسی: 2944 Peyo، نامگذاری:1935QF) دو هزار و نهصد و چهل و چهارمین سیارک کشف شده‌است که در ۳۱ اوت ۱۹۳۵ و در هایدلبرگ کشف شد.
قدر مطلق سیارک برابر ۱۲٫۸۰ است.